# 성황당 고갯길
성황당 고갯길은 한국에서 제작된 강찬우 감독의 1966년 영화이다. 김승호 등이 주연으로 출연하였고 박의순 등이 제작에 참여하였다.

## 출연

### 주연
- 김승호
- 김혜정
- 황정순
- 김석훈

## 제작진
- 조명: 이봉훈
- 미술: 홍성칠